# Анабаптисти
Анабаптисти  или поново крштени (грч.  - « опет, поново » и грч. -«Крштење»
да је « поново крштен ») је верски покрет унутар протестантизма током Реформације. Hазив се односи на крштавање одраслих (који су били крштени по рођењу) да се поново крсте, зато су се звали Анабаптисти. Они сами воле назив Анабаптист. Термини Анабаптисти и поново крштени се углавном користе за револуционарну фазу Анабаптистичког покрета. Она је имала свој врхунац око 1534. са владавином холандског проповедника Јан ван Лајден из Лајденa у то време анабаптистичком краљевству у Минстеру
.